# Барцинек (Нижньосілезьке воєводство)
Барцинек (пол. Barcinek) — село в Польщі, у гміні Стара Камениця Єленьоґурського повіту Нижньосілезького воєводства.
Населення — 571 особа (2011).
У 1975-1998 роках село належало до Єленьоґурського воєводства.

## Демографія
Демографічна структура станом на 31 березня 2011 року:
|          | Загалом | Допрацездатний вік | Працездатний вік | Постпрацездатний вік |
| -------- | ------- | ------------------ | ---------------- | -------------------- |
| Чоловіки | 283     | 54                 | 204              | 25                   |
| Жінки    | 288     | 52                 | 177              | 59                   |
| Разом    | 571     | 106                | 381              | 84                   |